# Marysia i Napoleon
Pour plus de détails, voir Fiche technique et Distribution.
Marysia i Napoleon est un film polonais réalisé par Leonard Buczkowski, sorti en 1966.

## Fiche technique
- Titre français : Marysia i Napoleon
- Réalisation : Leonard Buczkowski
- Scénario : Leonard Buczkowski et Andrzej Jarecki
- Photographie : Wieslaw Zdort
- Musique : Wojciech Kilar
- Pays d'origine :  Pologne
- Format : Couleurs
- Genre : Film historique
- Durée : 114 minutes
- Dates de sortie : 
  -  Pologne : 4 octobre 1966

## Distribution
- Beata Tyszkiewicz : Maria Walewska
- Gustaw Holoubek : Napoleon Bonaparte
- Juliusz Luszczewski : Anastazy Walewski
- Ewa Berger-Jankowska : Madame de Vauban
- Ignacy Machowski : Géraud Christophe Michel Duroc
- Kazimierz Rudzki : Charles-Maurice de Talleyrand-Périgord
- Wiktor Bieganski : Aristocrate
- Bogumił Kobiela : Chamberlain - Michal
- Jan Englert : l'ami de Maria (non crédité)
- Marian Kociniak : officier de garde